# بنس بيتر (رواية)
رواية بنس بيتر (بالإنجليزية: Peter's Pence)‏ هي رواية للكاتب الأسترالي جون كليري. نشرت عام 1974.